# Qualificações para o Campeonato Europeu de Futebol Sub-21 de 2011/Grupo 1
As seleções concorrentes no Grupo 1 das Qualificações para o Campeonato Europeu de Futebol Sub-21 de 2011 são pertencentes à Rússia, Roménia, Moldávia, Letónia, Ilhas Faroe e Andorra.

## Tabela Classificativa
| Selecção    | Pts | J | V | E | D | GM | GS | +/- |
| ----------- | --- | - | - | - | - | -- | -- | --- |
| Rússia      | 18  | 7 | 6 | 0 | 1 | 20 | 2  | +18 |
| Romênia     | 18  | 7 | 6 | 0 | 1 | 19 | 6  | +13 |
| Moldávia    | 10  | 7 | 3 | 1 | 3 | 7  | 11 | -8  |
| Letónia     | 9   | 7 | 3 | 0 | 4 | 13 | 12 | +1  |
| Ilhas Faroé | 8   | 8 | 2 | 2 | 4 | 5  | 14 | -9  |
| Andorra     | 1   | 8 | 0 | 1 | 7 | 2  | 21 | -19 |

| Cores da tabela                      |
| apuramento directo para os play-offs |
| não se qualificou                    |

## Jogos
| 28 de Março 2009 | Romênia                              | 2 - 0     | Andorra | UTA Stadium, Arad              |
| 16:00            | Gângioveanu 63' (g.p.) · L.Ganea 72' | Relatório |         | Árbitro: LTU Gediminas Mazeika |

| 1 de Abril de 2009 | Rússia                                                  | 4 - 0     | Andorra | Estádio Kuban, Krasnodar   |
| 15:00              | Ionov 14' · Ryzhov 21' · Mamaev 33' (g.p.) · Kozlov 88' | Relatório |         | Árbitro: FIN Tero Nieminen |

| 6 de Junho de 2009 | Letónia                                                    | 4 - 0     | Andorra | Skonto stadions, Riga           |
| 17:00              | Gauračs 42' (g.p.) · Rudņevs 70' · Rugins 74' · Žuļevs 90' | Relatório |         | Árbitro: ARM Ararat Tshagharyan |

| 6 de Junho de 2009 | Ilhas Faroé | 0 - 4     | Romênia                                       | Gundadalur, Tórshavn       |
| 20:00              |             | Relatório | Rusescu 14' 56' · Gângioveanu 37' · Torje 67' | Árbitro: SVK Richard Trutz |

| 9 de Junho de 2009 | Ilhas Faroé   | 1 - 0     | Rússia | Gundadalur, Tórshavn |
| 20:00              | Edmundsson 1' | Relatório |        | Árbitro: NIR Black   |

| 12 de Agosto de 2009 | Moldávia   | 1 - 0     | Letónia | Sheriff Stadium, Tiraspol        |
| 18:00                | Ionita 59' | Relatório |         | Árbitro: GEO Levan Kvaratskhelia |

| 12 de Agosto de 2009 | Andorra | 0 - 2     | Romênia                     | Estadi Comunal, Andorra-a-Velha |
| 17:30                |         | Relatório | Gaman 8' (g.p.) · Torje 64' | Árbitro: MNE Pavle Radovanovic  |

| 5 de Setembro de 2009 | Ilhas Faroé  | 1 - 1     | Moldávia      | Gundadalur, Tórshavn       |
| 16:00                 | Jacobsen 36' | Relatório | Sidorenco 24' | Árbitro: CZE Radek Prihoda |

| 5 de Setembro de 2009 | Letónia | 0 - 4     | Rússia                                                         | Daugava Stadium, Riga        |
| 17:30                 |         | Relatório | Kazura 17' (p.b.) · Yakovlev 28' · Ryzhov 48' · Gorbatenko 54' | Árbitro: TUR Bülent Yildirim |

| 8 de Setembro de 2009 | Andorra | 0 - 4     | Rússia                                                 | Estadi Comunal, Andorra-a-Velha |
| 15:30                 |         | Relatório | Gorbatenko 17' · Ryzhov 26' · Smolov 47' · Gatagov 84' | Árbitro: MNE Nikola Dabanovic   |

| 8 de Setembro de 2009 | Romênia                       | 3 - 0     | Moldávia | Stadionul Ion Oblemenco, Craiova |
| 19:00                 | Torje 12' 48' · Ochiroşii 15' | Relatório |          | Árbitro: TUR Yunus Yildirim      |

| 9 de Setembro de 2009 | Ilhas Faroé | 1 - 3     | Letónia            | Gundadalur, Tórshavn         |
| 17:30                 | Poulsen 38' | Relatório | Gauračs 1' 20' 44' | Árbitro: BEL Christof Virant |

| 9 de Outubro de 2009 | Letónia                               | 5 - 1     | Romênia            | Skonto stadions, Riga     |
| 17:30                | Rudņevs 30' 85' · Gauračs 39' 63' 66' | Relatório | Torje 90+4' (g.p.) | Árbitro: ALB Sokol Jareci |

| 10 de Outubro de 2009 | Rússia                      | 2 - 0     | Ilhas Faroé | Arena Khimki, Moscovo       |
| 14:00                 | Ryzhov 21' · Salughin 90+2' | Relatório |             | Árbitro: CRO Vlado Svilokos |

| 10 de Outubro de 2009 | Moldávia   | 1 - 0     | Andorra | Sheriff Stadium, Tiraspol  |
| 16:00                 | Bogdan 41' | Relatório |         | Árbitro: AZE Fariz Yusifov |

| 13 de Outubro de 2009 | Romênia                               | 3 - 0     | Ilhas Faroé | Botoşani Stadionul Municipal, Botoşani |
| 13:00                 | Bicfalvi 5' · Ganea 39' · Ionescu 58' | Relatório |             | Árbitro: BUL Nikolay Yordanov          |

| 14 de Outubro de 2009 | Rússia                         | 3 - 1     | Moldávia     | Arena Khimki, Moscovo    |
| 14:00                 | Kokorin 5' 41' · Balyaykin 38' | Relatório | Vornisel 62' | Árbitro: BEL Luc Wouters |

| 14 de Novembro de 2009 | Romênia                                         | 4 - 1     | Letónia        | Estádio Municipal de Buzău, Buzău |
| 15:00                  | Sburlea 10' · Costea 28' · Pappa 43' · Hora 82' | Relatório | Tarasovs 90+1' | Árbitro: NED Richard Liesveld     |

| 14 de Novembro de 2009 | Moldávia | 0 - 3     | Rússia                                          | Sheriff Stadium, Tiraspol       |
| 15:00                  |          | Relatório | Balyaykin 17' · Mamaev 28' · Gatagov 89' (g.p.) | Árbitro: DEN Nicolai Vollquartz |

| 18 de Novembro de 2009 | Letónia | 0 - 1     | Ilhas Faroé   | Daugava Stadium, Riga      |
| 12:00                  |         | Relatório | Edmundson 17' | Árbitro: WAL Ceri Richards |

| 21 de Novembro de 2009 | Andorra     | 1 - 1     | Ilhas Faroé    | Estadi Comunal, Andorra-a-Velha |
| 15:00                  | Madeira 51' | Relatório | Edmundsson 32' | Árbitro: SMR Gabriele Rossi     |

| 3 de Março de 2010 | Andorra    | 1 - 3     | Moldávia                   | Estadi Comunal, Andorra-a-Velha |
| 15:00              | Vieira 62' | Relatório | Patraș 10' · Dedov 11' 45' | Árbitro: SVK Mario Vlk          |

## Artilharia
| 7 golos - LVA Edgars Gauračs 5 golos - ROU Gabriel Torje 4 golos - RUS Dmitri Ryzhov 3 golos - LVA Artjoms Rudņevs | 2 golos - FRO Jóan Símun Edmundsson - MDA Alexandru Dedov - ROU Constantin Gângioveanu - ROU Ioan Hora - ROU Liviu Ganea - ROU Raul Rusescu - RUS Alan Gatagov - RUS Aleksandr Kokorin - RUS Evgeni Balyaykin - RUS Igor Gorbatenko - RUS Pavel Mamaev | 1 golo - AND David Madeira - AND Xavier Vieira - FRO Jóhan Símun Edmundsson - FRO Kristoffur Jacobsen - FRO Rógvi Poulsen - LVA Igors Tarasovs - LVA Ritvars Rugins - LVA Vadims Žuļevs - MDA Artur Ionita - MDA Artur Patraș - MDA Dmitrii Vornisel - MDA Dumitru Bogdan - MDA Eugen Sidorenco | 1 golo (cont.) - ROU Andrei Ionescu - ROU Eric Bicfalvi - ROU Marius Gaman - ROU Mihai Costea - ROU Paul Pappa - ROU Răzvan Ochiroşii - ROU Sabrin Sburlea - RUS Aleksandr Salughin - RUS Aleksei Ionov - RUS Anton Kozlov - RUS Fyodor Smolov - RUS Pavel Yakovlev |

golo contra
- LVA Jevgenijs Kazura (para a  Rússia)